# Йожеф Мунк
Йожеф Мунк (угор. József Munk, 30 листопада 1890) — угорський плавець.
Призер Олімпійських Ігор 1908 року.